# БРДМ-2РХБ
БРДМ-2РХБ — советская разведывательная химическая машина. Создана на базе БРДМ-2.

## Описание конструкции
Машина БРДМ-2РХБ предназначена для действия в составе разведывательных подразделений сухопутных войск и осуществляет химическую, радиационную, биологическую и специальную разведку местности. Благодаря наличию специального оборудования машина способна определять степень заражения грунта, воды и пищи, а также осуществлять отбор проб и проводить исследования характера биологического, химического, радиационного поражения местности и докладывать результаты по радиоканалам связи. Исследования могут осуществляться в движении, на коротких остановках и при выходе экипажа из машины.

### Броневой корпус и башня
Машина имеет сварной броневой корпус. Корпус полностью герметичен, защищает экипаж от пуль и осколков и разделён на два отсека: боевое и силовое отделения. Боевое отделение полностью герметично и имеет коэффициент ослабления гамма-излучения, равный 4.

### Вооружение
В качестве основного вооружения в БРДМ-2РХБ используется танковый 7,62-мм пулемёт ПКТ. Возимый боекомплект составляет 2000 патронов.

### Средства наблюдения и связи
Внутренняя связь между членами экипажа осуществляется через танковое переговорное устройство Р-124. Внешняя связь производится по УКВ радиостанции Р-123М.

### Специальное оборудование

#### Средства радиационной разведки
Для ведения измерения уровня гамма- и бета-излучений в БРДМ-2РХБ установлен прибор ДП-5В (ИМД-7). Прибор может работать при выходе экипажа из машины с помощью автономного источника питания, также имеется возможность использования вместо прибора ИМД-21Б в случае отказа последнего. ИМД-21Б предназначен для определения мощности дозы облучения и способен выдавать сигнал в случае превышения максимально допустимой нормы. Доза облучения измеряется с помощью блока БИО-5, которых располагается в нише правого колеса на специальном кронштейне.

#### Средства химической разведки
Для отбора проб воздуха в машине установлен прибор ГСА-12. Забор происходит через газовую коммуникацию с помощью закачивающего насоса. Комплекты индикаторной системы прибора размещаются на кронштейне под столиком химика-разведчика с правого борта машины и под коробками с патронами на левом борту машины.
В условиях применения вражескими войсками химического оружия БРДМ-2РХБ может использовать войсковой прибор химической разведки ВПХР, который расположен в боевом отделении машины по правому борту. Прибор способен определять в воздухе уровень концентрации таких отравляющих веществ, как хлорциан, зарин, синильная кислота, зоман, дифосген, иприт и фосген.

#### Средства биологической разведки
Машина БРДМ-2РХБ способна непрерывно контролировать атмосферный воздух с целью обнаружения в нём примесей специальных аэрозолей. Для этого в неё установлен автоматический сигнализатор АСП. В случае обнаружения опасности в боевом отделении загорается индикатор с надписью «Опасно», а также включается звуковая тревога. Индикатор закреплён на приварных кронштейнах над правым передним колесом машины.

#### Средства защиты экипажа
Для работы в условиях применения противником оружия массового поражения в БРДМ-2РХБ имеются следующие средства:
1. Л-1 — комплект лёгких защитных костюмов для всех членов экипажа;
2. ОЗК — комплект общевойсковых защитных костюмов для всех членов экипажа;
3. ФВУ — фильтро-вентиляционная установка;
4. ДНМП-100 — напорометр для измерения разности давлений внутри и снаружи машины;

#### Прочее оборудование
Кроме указанного выше оборудования в БРДМ-2РХБ дополнительно имеется следующее оборудование:
1. ДК-4КБ — оборудование для дегазации, дезинфекции и дезактивации машины;
2. ТНА-3 — аппаратура топопривязки для определения местоположения машины;
3. Установка для запуска сигналов химической тревоги СХТ-40;
4. Комплект знаков ограждения КЗО-2;
5. РДГ-2 — ручная дымовая граната;
6. КПО-1 — комплект для отбора проб почвы, воды, продуктов и растений;
7. МК-3М — метеокомплект для метеорологических наблюдений.

## Служба и боевое применение
1. Использовались при ликвидации аварии на Чернобыльской АЭС[11].

## Сохранившиеся экземпляры
- — Технический музей ОАО «АвтоВАЗ» в г. Тольятти
- — мемориал 26-й бригаде РХБЗ в г. Кинешма

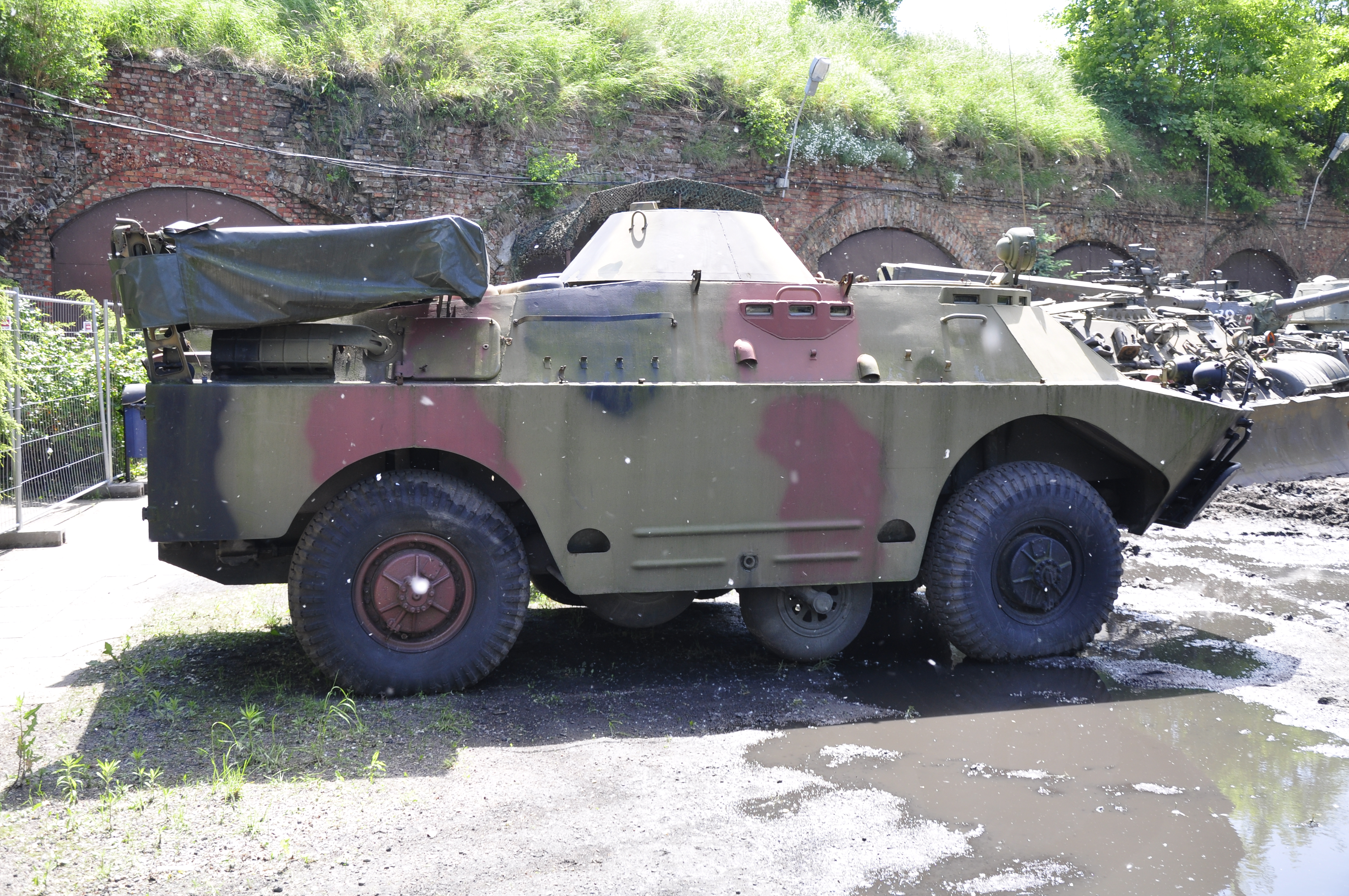
В варшавском форте
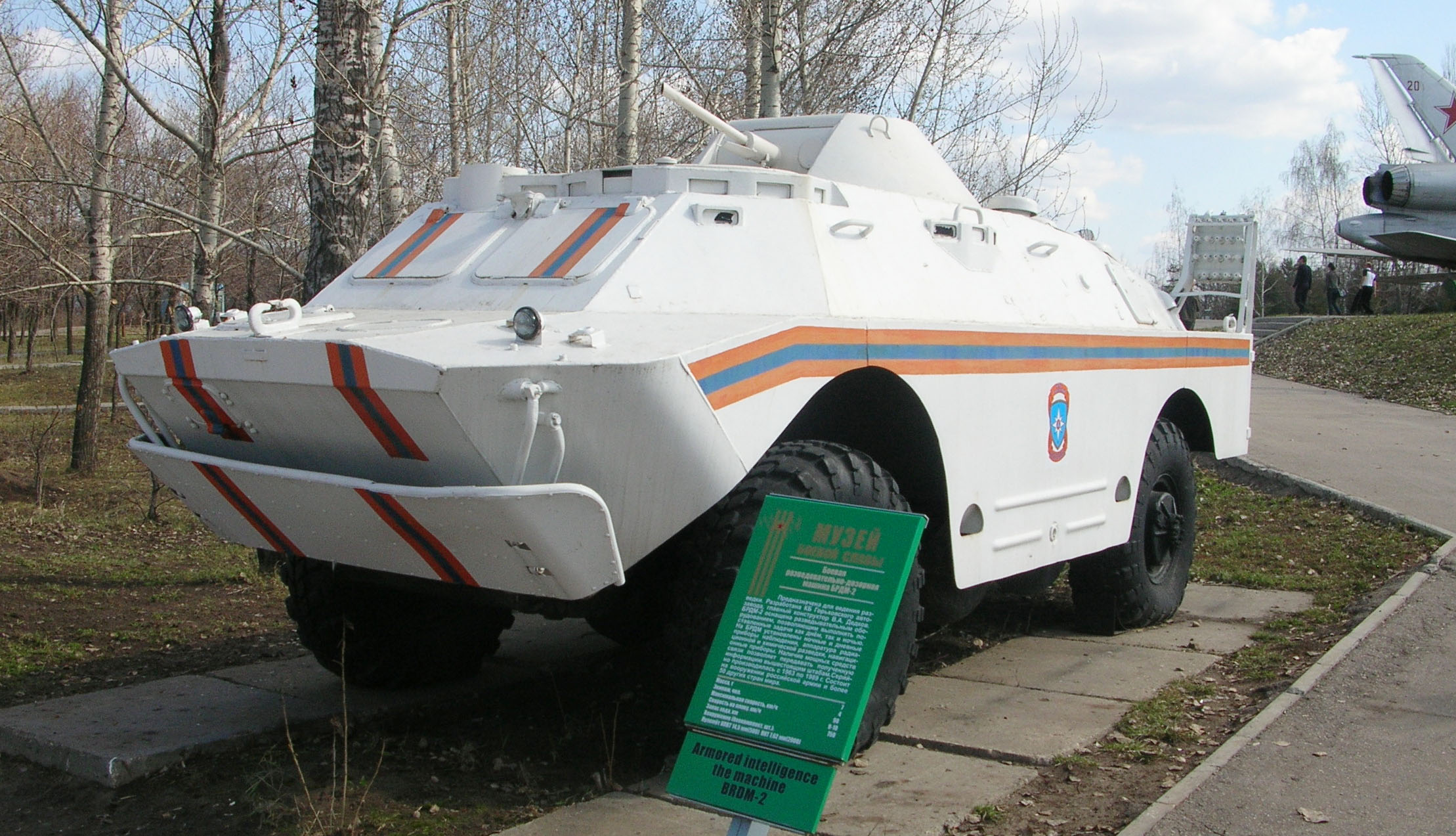
В саратовском Парке Победы
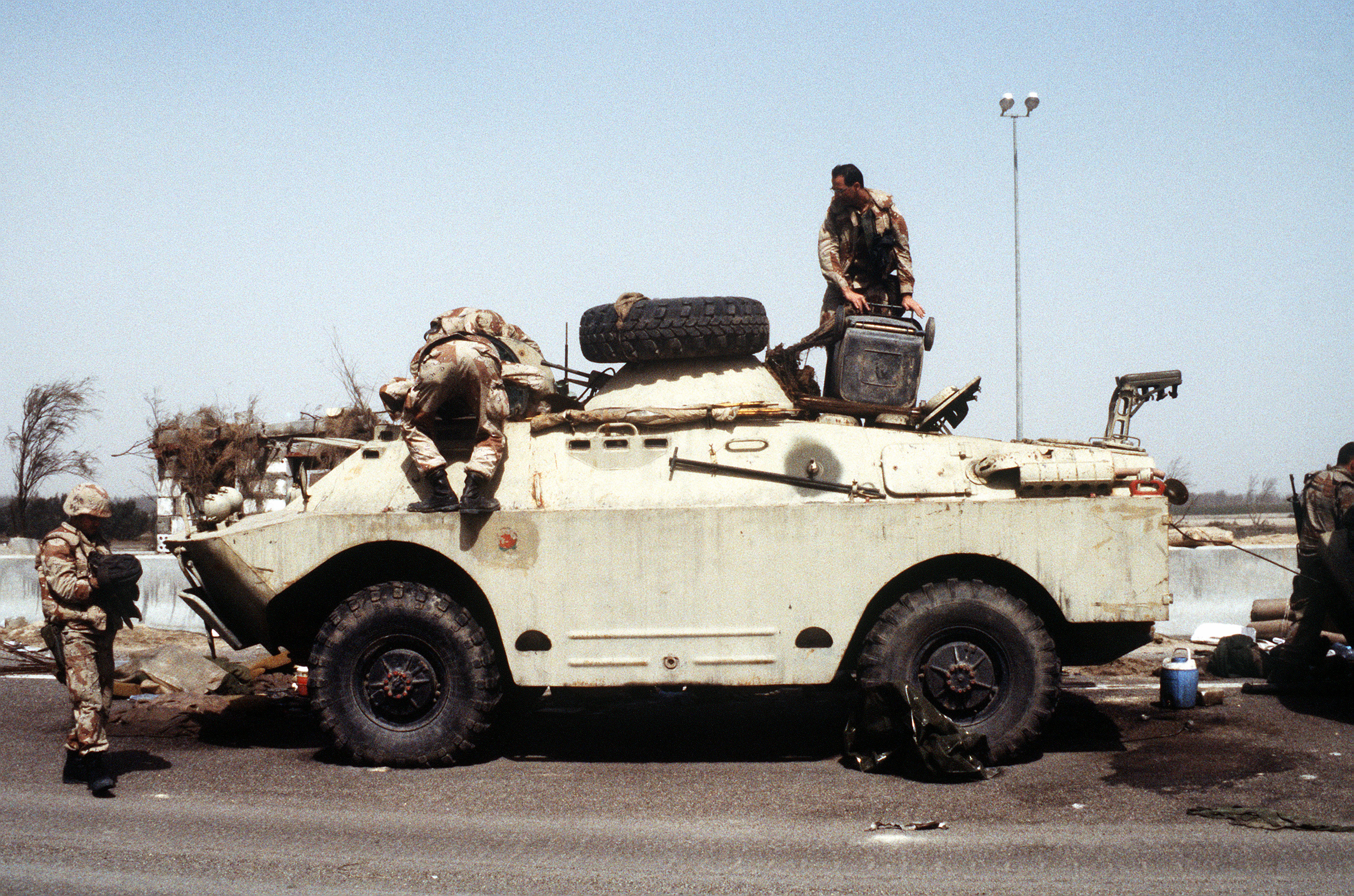
Трофейная иракская БРДМ-2РХБ, 1991
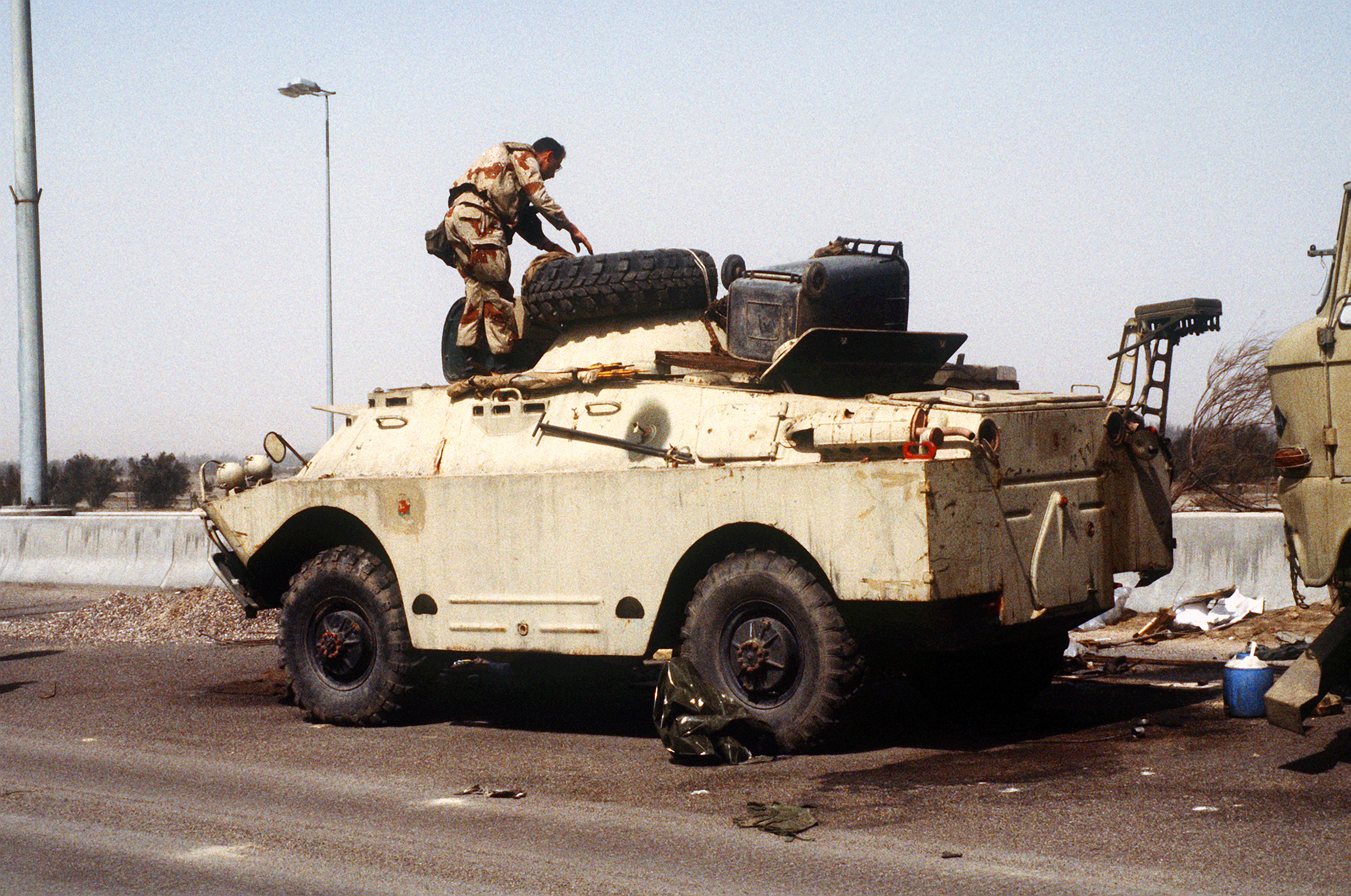
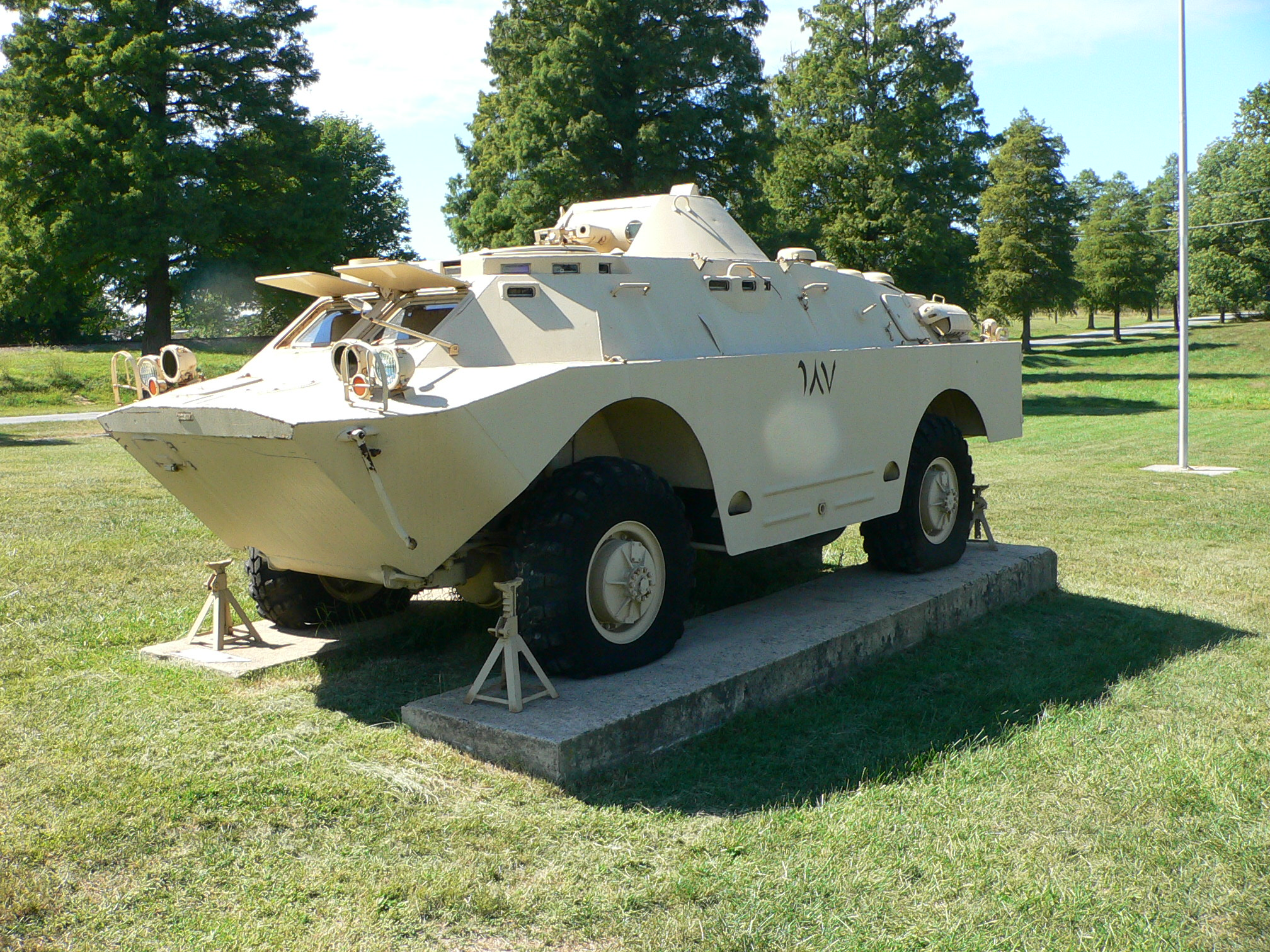
Вероятно, она же
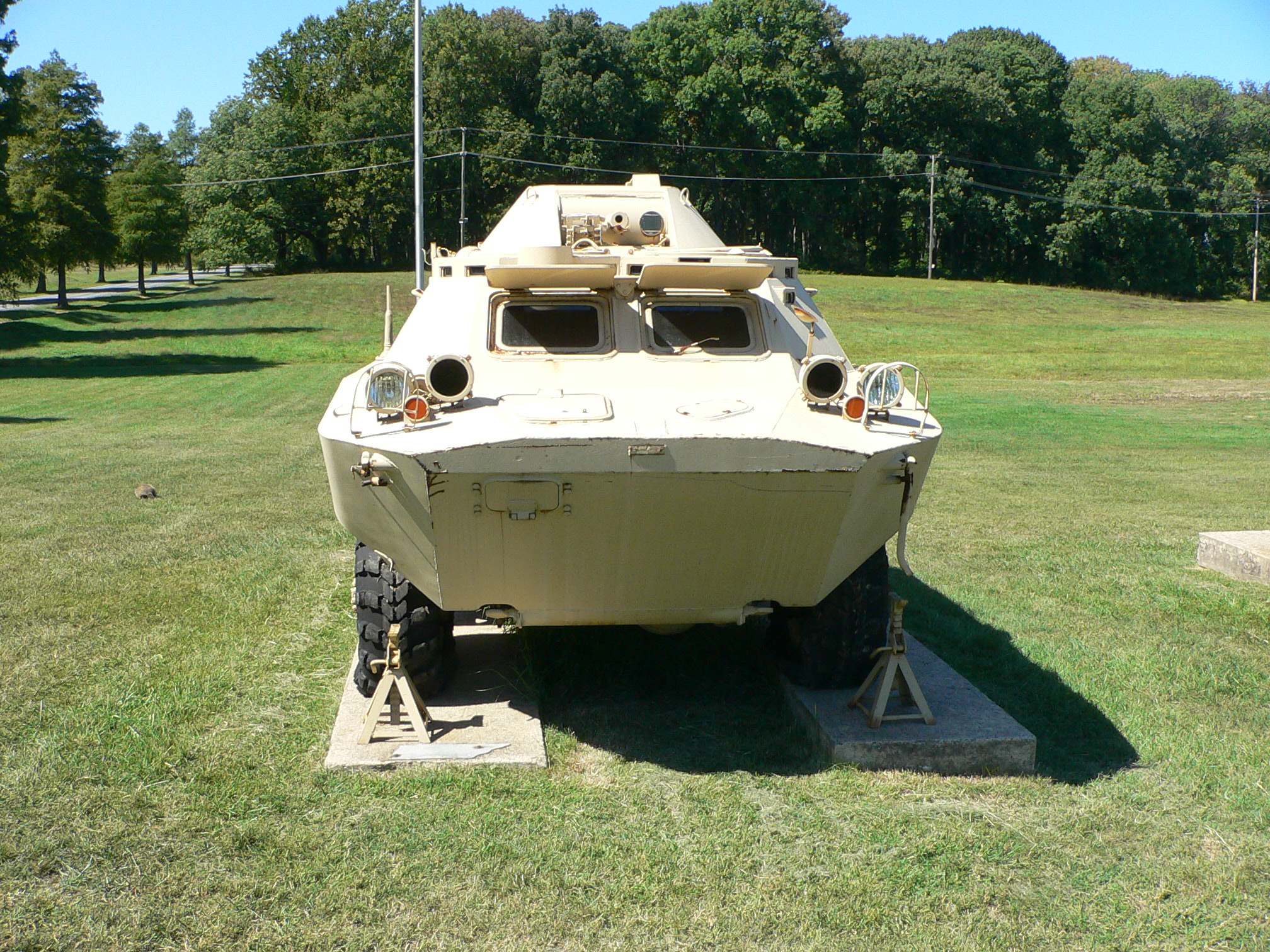
В американском музее в Абердине
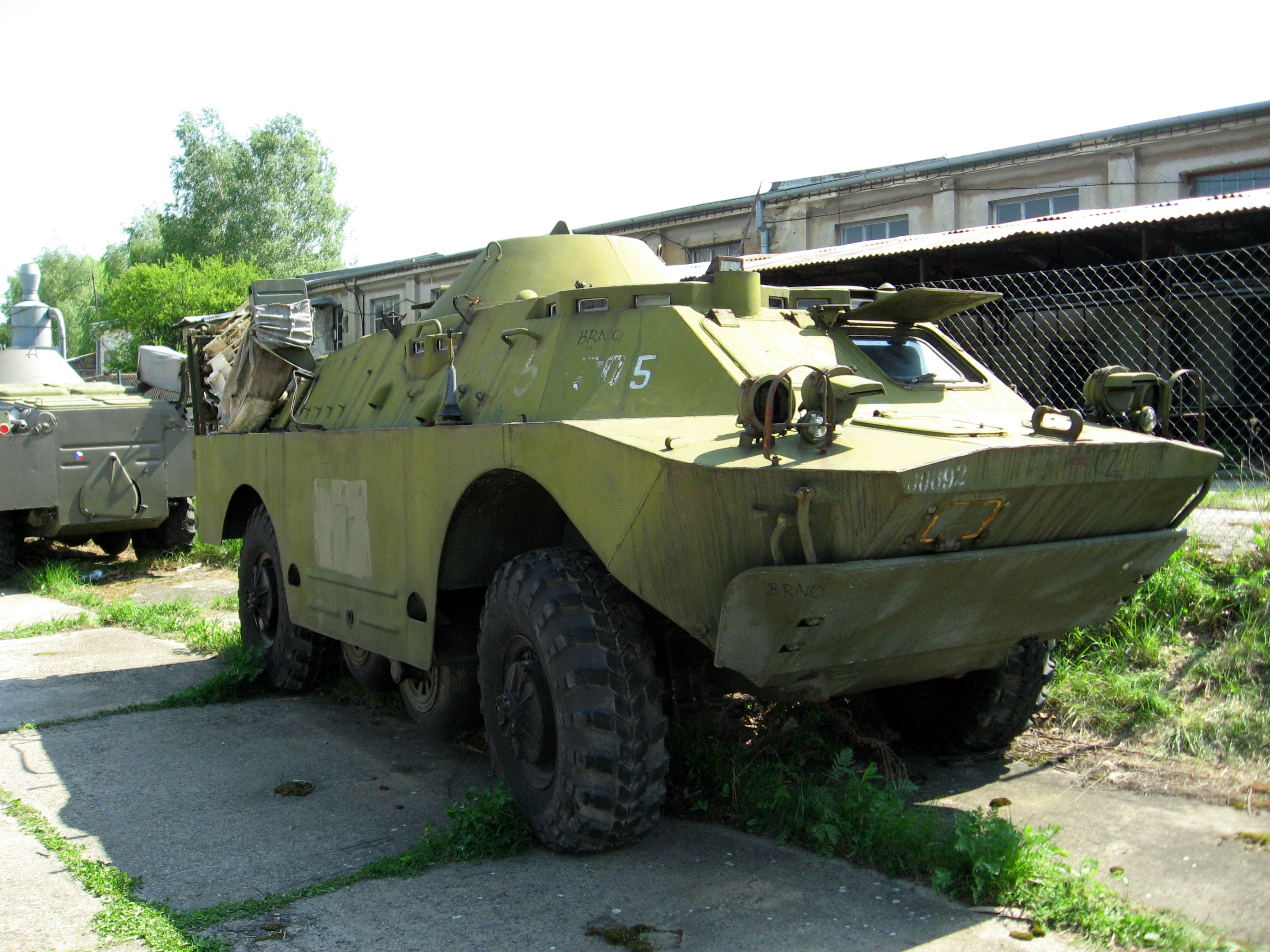
В Брно
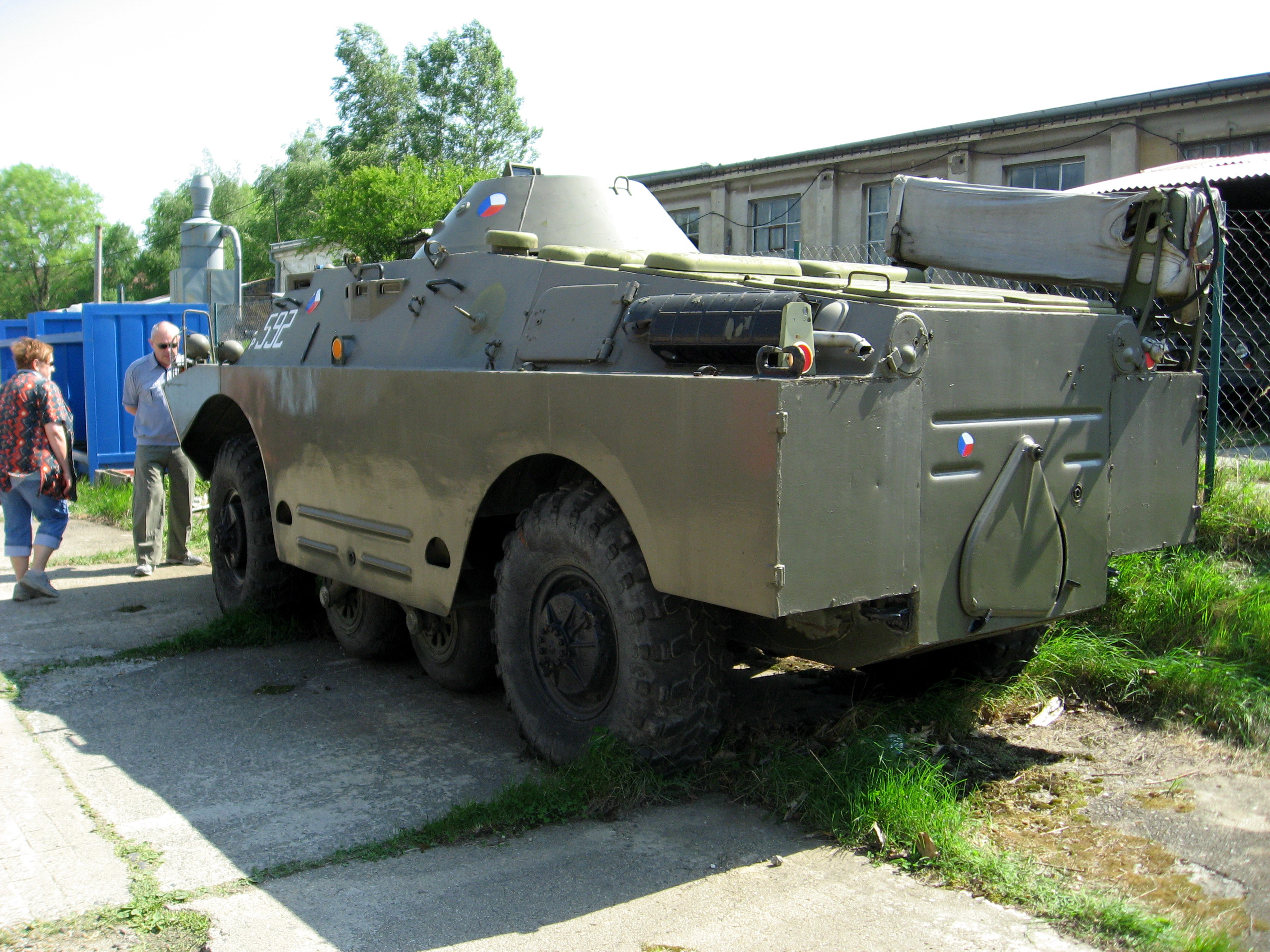
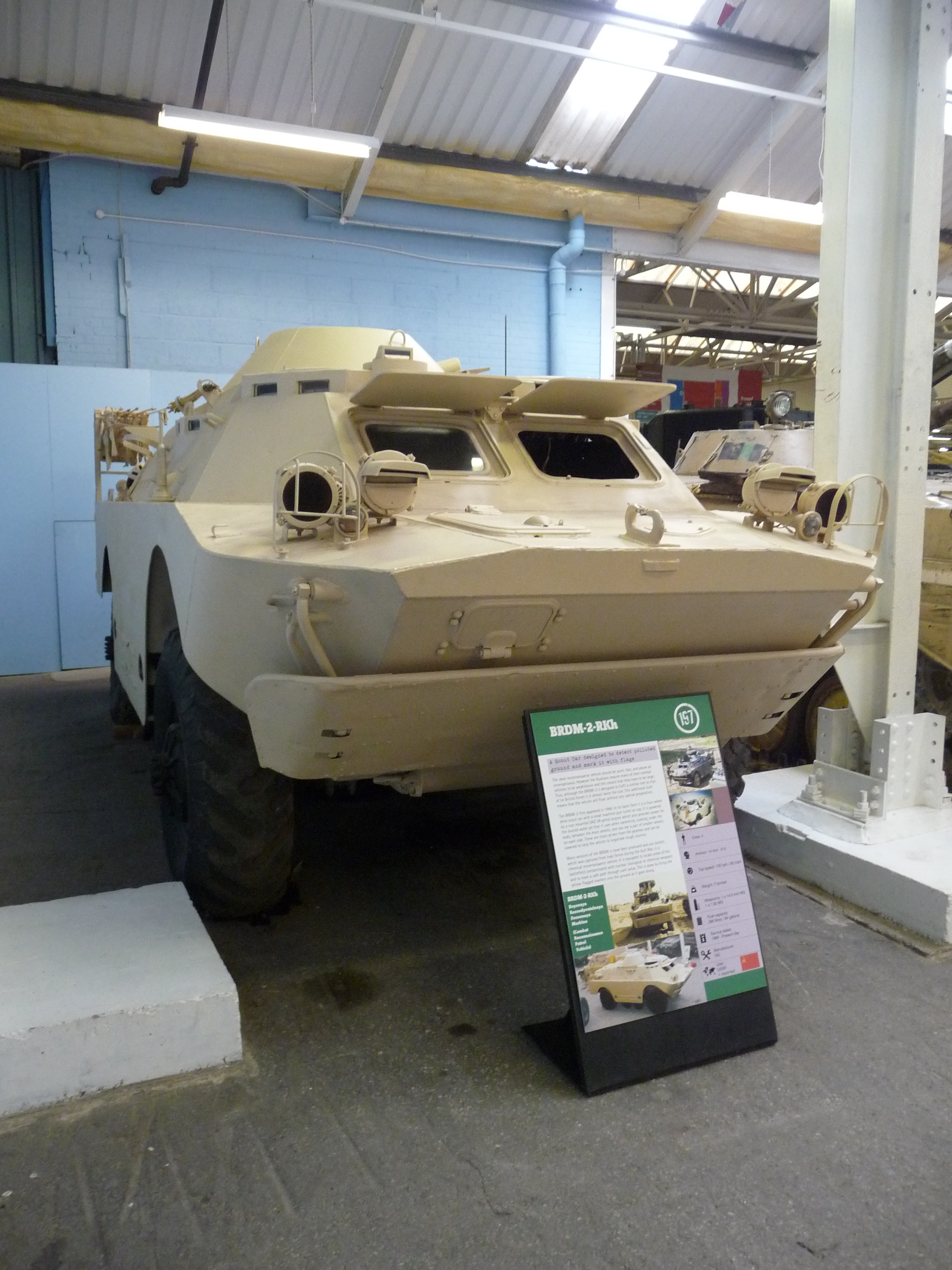
В Бовингтонском танковом музее